# En Kvest for Den Hellige Gral
Kvest for Den Hellige Gral är det fjärde studioalbumet med det norska folk metal-bandet TrollfesT. Albumet utgavs 2011 av skivbolaget  NoiseArt Records. Låtarna på albumet handlar, som på de tidigare albumen, om troll och öl och är skrivna på det påhittade språket "Trollspråk" som är en blandning av norska och tyska.

## Låtförteckning
1. "Die verdammte Hungersnot" – 4:07
2. "Karve" – 5:33
3. "Die berüchtiges Bande" – 3:55
4. "Gjetord" – 5:44
5. "Der Sündenbock Gegalte" – 3:27
6. "Korstog" – 3:56
7. "Undermålere" – 4:09
8. "Jevnes med Jorden" – 4:22
9. "En gammel Trollsti" – 5:03

Bonusspår på digipak-utgåvan (begränsad upplaga)
1. "Trinkenvisen" – 4:54

- Text och musik: TrollfesT

## Medverkande
Musiker (TrollfesT-medlemmar)
- Psychotroll (Martin Storm-Olsen) – basgitarr
- TrollBank (Eirik Renton) – trummor
- Mr. Seidel (John Espen Sagstad) – gitarr
- Trollmannen (Jostein Austvik) – sång
- Manskow (Øyvind Manskow) – dragspel, banjo
- Per Spelemann – gitarr

Produktion
- TrollfesT – producent, ljudtekniker, ljudmix
- Marius Strand – ljudmix
- Tom Kvålsvoll – mastering
- Andy WarTroll – omslagsdesign
- Jonas Darnell – omslagskonst